# Two (Treves Blues Band)
Two è un album discografico della Treves Blues Band, pubblicato dall'etichetta discografica Young Records nel 1979.

## Tracce

### LP
Lato A
1. The Stumble – 3:56 (Freddy King)
2. Rollin' and Tumblin' – 4:02 (Tradizionale, arrangiamento: Treves Blues Band)
3. Cheatin' Woman or a Lyin' Man – 3:06 (Dave Baker, Chuck Fryers)
4. Stop Messin' Round – 2:41 (Peter Allen Green, Clifford Adams)
5. Driftin' Man – 3:58 (Dave Baker, Chuck Fryers)

Lato B
1. I'm Laughin' Now – 2:58 (Dave Baker, Chuck Fryers)
2. Parchman Farm – 5:49 (Mose Allison)
3. Who's Foolin' Who – 3:11 (Dave Baker, Chuck Fryers)
4. My Babe – 3:29 (Willie Dixon)
5. Caledonia – 4:28 (McKinley Morganfield)

## Formazione
- Fabio Treves - armonica, voce
- Claudio Bazzari - chitarra
- Chuck Fryers - chitarra, voce
- Tino Cappelletti - basso, voce
- Dave Baker - batteria, voce

Musicista aggiunto
- Vittore Andreotti - pianoforte

Note aggiuntive
- Treves Blues Band e Circle - produttori
- Registrazioni effettuate negli studi Circle nel mese di settembre 1979
- Carlo Michel Assalini e Franco Fantelli - tecnici per la registrazione e il mix
- Neri Pelo - art direction copertina album originale
- Edward Rozzo - foto copertina album originale[2]